# Les Sept Princesses
Les Sept Princesses est une pièce de théâtre en un acte écrite en 1891 par le dramaturge belge Maurice Maeterlinck.